# Kiên Mộc
Kiên Mộc là một xã thuộc tỉnh Lạng Sơn, Việt Nam.
Xã Kiên Mộc có diện tích 157,52 km², dân số năm 1999 là 2.241 người, mật độ dân số đạt 14 người/km².
Theo thống kê năm 2019, xã Kiên Mộc có diện tích 157,52 km², dân số là 2.529 người, mật độ dân số đạt 16 người/km².

## Di tích Đình Pò Háng
Đình Pò Háng, thôn Pò Háng, xã Bính Xá cũ của huyện Đình Lập, nay là xã Kiên Mộc, tỉnh Lạng Sơn là một ngôi đình cổ thờ Vua Đinh Tiên Hoàng. Đình chứa đựng nhiều giá trị về lịch sử, văn hóa, tín ngưỡng nên được chính quyền và người dân huyện Đình Lập có nhiều giải pháp tích cực nhằm bảo tồn và phát huy giá trị di tích.
Theo Lịch sử Đảng bộ huyện Đình Lập, đình Pò Háng cũng là nơi các thanh niên trong xã tổ chức ăn thề, kiên quyết đánh giặc, bảo vệ quê hương trong thời kỳ chống thực dân Pháp. Đặc biệt, năm 1948, Thành Hoàng đình Pò Háng được Bác Hồ ký lệnh tặng bức trướng đặc biệt thêu chữ Hán, phía dưới phiên âm bằng chữ quốc ngữ là “Chiến kháng hộ ủng” (ủng hộ kháng chiến).
Đình Pò Háng được xếp hạng di tích cấp tỉnh từ năm 2002. Lễ hội đình Pò Háng diễn ra hằng năm vào ngày 3/3 âm lịch và 14/4 với hoạt động tế lễ tôn vinh Đinh Bộ Lĩnh và các tướng lĩnh Vương Triều Đinh đã có công đánh dẹp và giữ yên vùng đất nơi địa đầu biên giới Đại Cồ Việt.